# You Stand Watching
You Stand Watching  es el segundo álbum de estudio del cantante Ryan Cabrera, lanzado el 20 de septiembre de 2005 en los Estados Unidos.
Debutó en el puesto #24 del Billboard 200 y se transformó en disco de oro.
Solo se desprendieron 2 singles del álbum "Shine On" y "Photo".

## Lista de canciones
1. "From the Start"
2. "Hit Me with Your Light"
3. "Shine on"
4. "Find Your Way"
5. "Photo"
6. "Our Story"
7. "Fall Baby Fall"
8. "Last Night"
9. "Walking On Water"
10. "With You Gone"
11. "It's You"

## Canciones
1. "I Know What It Feels Like"
2. "All Night Train"
3. "Take It All Away" [Acoustic Version]
4. "Exit to Exit" [Acoustic Version]
5. "Shame on Me" [Acoustic Version]

Japon & iTunes Bonus Track
1. "Sentimental"

## Posicionamiento
| Año  | Álbum/Sencillo             | Listas                                                                        | Posición            |
| ---- | -------------------------- | ----------------------------------------------------------------------------- | ------------------- |
| 2005 | You Stand Watching [Album] | The Billboard 200                                                             | #24                 |
| 2005 | Shine on [Single]          | Billboard Hot 100 Top 40 Mainstream Pop 100 Airplay Pop 100 Hot Digital Songs | #86 #25 #29 #38 #62 |